# Menander
Menander (/məˈnændər/; Greek: Μένανδρος, Menandros; khoảng 342/41 - khoảng 290 TCN) là một nhà soạn kịch Hy Lạp và người đại diện nổi tiếng nhất của hài kịch Athen cổ đại. Ông đã viết 108 hài kịch  
và đã giành giải tại Liên hoan Lenaia tám lần. Thành tích của ông tại thành phố Dionysia chưa được rõ nhưng cũng có thể là ngoạn mục không kém.
Tuy là một trong những nhà văn nổi tiếng nhất của thời cổ đại, các tác phẩm của ông đã bị mất trong thời Trung Cổ và được biết đến hiện nay một cách rất rời rạc, khá nhiều trong số đó đã được phát hiện trong thế kỷ 20. Chỉ có một vở kịch, Dyskolos, đã được phục chế gần như hoàn toàn.

## Cuộc sống và tác phẩm

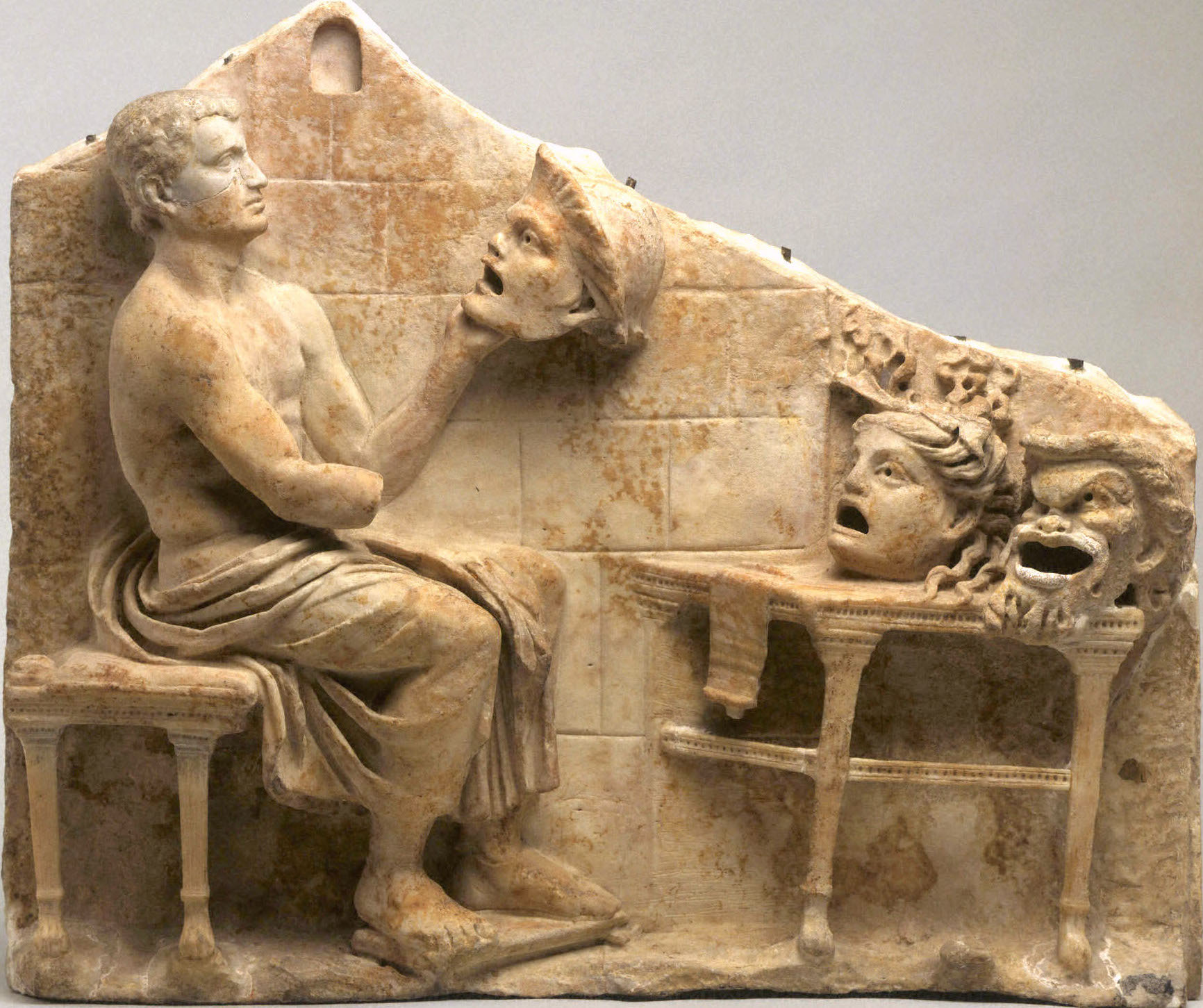
Roman, Cộng hòa hoặc Đầu Đế quốc, Hình ảnh một nhà thơ đang ngồi (Menander) với mặt nạ của thời đại hài kịch mới của Hy Lạp, thế kỷ 1TCN. – đầu thế kỷ 1, Bảo tàng Nghệ thuật Đại học Princeton

## Hài kịch

### Các vở diễn gần hoàn chỉnh
- Aspis ("Cái khiên"; gần một nửa)
- Dyskolos ("Ông già khó tính"; vở diễn được phục chế tốt nhất)
- Epitrepontes ("Phân xử"; hầu hết)
- Perikeiromene ("Cô gái có mái tóc cắt ngắn"; George Bernard Shaw đề nghị Rape of the Locks, sau Alexander Pope; còn khoảng một nửa)
- Samia  ("Cô gái từ Samos"; còn 4/5 hồi)
- Sikyonioi or Sikyonios ("Sicyonian(s)"; khoảng một nửa)